# Батистело Карачоло
Батистèло Карачòло (на италиански: Battistello Caracciolo; 1578 Неапол – 1635, пак там) е италиански художник, известен последовател на Караваджо в Неапол.

## Биография
Той е син на Чезаре Карачоло – ученик на неаполитанския художник Фабрицио Сантафеде и последовател на Караваджо в Неапол.
След убийството на Ранучо Томазони през 1606 г. Караваджо се спира в Неапол, бягайки от правосъдието в Рим. За краткия си престой в града той слага ново начало в неаполитанската живопис, различно от досегашните виждане и стил. Въпреки че Караваджо никога не е отварял собствена художествена школа, сред художниците се срещат много негови последователи, наричани Караваджисти, а Батистело Карачоло е най-известния караваджист в Неапол.
Само няколко години по-млад от Караваджо и ученик на Белизарио Коренцио, Карачоло е един от първите, който рисува, използвайки новия стил, и със сигурност един от най-талантливите от различните художници, които се опитат в изобразителната техника, въведена от великия майстор, белязана от драматичния мрак, в които светлината винаги придобива по-голямо значение от перспективата.
Една от първите творби на художника, която свидетелства за влиянието на Караваджо, е „Освобождаването на Свети Петър“ (1608 – 1610), изпълнена за църквата в Пио Монте дела Мизерикория (същата църква, за която Караваджо рисува „Седемте милосърдни дела“).
Художественият стил на Карачоло се усъвършенства след престоя на художника в Рим през 1614 г. Той той е можел да се приближи до различни течения, след което е разширил своя хоризонт, не толкова в полза на Барока, като постепенно се опитва да избегне влиянието на Караваджо и се приближава към стила „Маниеризъм“. След като става преподавател в Неаполитанската художествена школа, Карачоло рисува олтарни картини и стенописи в неаполитанските църкви.
От 1618 г. започва пребиваването му в Генуа, Флоренция и в Рим, където се интересува от класицизма на Анибале Карачи, опитвайки се да синтезира личния си стил на караваджист с тези нови тенденции.
Връщайки се в Неапол през 1622 г. той прилага този синтез в грандиозните стенописи и в неговия шедьовър „Измиването на краката“, изпълнен за Чертога на Сан Мартино.
Умира в Неапол между 19 и 24 декември 1635 г. на 57-годишна възраст.

## Картини
- „Бягство в Египет“,
Музей Каподимонте, Неапол
- „Освобождаването на Свети Петър“
Пио Монте дела Мизерикория, Неапол
- „Венера и Адонис“
Музей Каподимонте, Неапол
- „Чудото на Свети Антоний от Падуа“
Музей Каподимонте, Неапол
- „Разпятието“
Музей Каподимонте, Неапол
- „Христос на колоната“
Музей Каподимонте, Неапол
- „Плач над тялото на Авел“
Музей Каподимонте, Неапол
- „Отиване към Голгота“
Музей Каподимонте, Неапол
- „Кръщаването на Христос“
Галерия Джироламини, Неапол
- „Давид с главата на Голиат“
Галерия Боргезе, Рим
- „Саломе с главата на Йоан Кръстител“
Галерия Уфици, Флоренция
- „Спяща любов“
Палацо Абателис, Палермо
- „Христос и Кайафа“
Ермитажа, Санкт Петербург